# Thằn lằn núi Cấm
Thằn lằn núi Cấm (danh pháp: Cnemaspis nuicamensis) là một loài thằn lằn trong họ Gekkonidae. Loài này được L. Lee Grismer và Ngô Văn Trí mô tả khoa học đầu tiên năm 2007.